# Duque de Gandía
Duque de Gandía (em catalão:  Ducat de Gandia) é um título hereditário espanhol cuja origem é o "Senhorio de Gandía", fundado em 1323 por Jaime II de Aragão e foi criado em 1399 como "duque de Gandía" por Martinho de Aragão e concedido a Afonso de Aragão e Foix. Como ele morreu sem descendentes, o título passou da Casa de Aragão para a Casa de Trastámara.
O título foi recriado em 1483 por Fernando II de Aragão como um favor ao cardeal Rodrigo Bórgia para seu filho Pedro Luís (Pier Luigi de Borgia). O ducado passou depois para o meio-irmão de Pedro Luís, Juan Borgia. Ele foi assassinado e seu jovem filho tornou-se o terceiro duque. O quarto era o religioso São Francisco Bórgia, que se tornou jesuíta após a morte de sua esposa, com quem ele tinha uma grande família, aceitou assumir como quinto duque. O filho mais jovem do sexto do duque, Gaspar de Borja y Velasco, foi bispo, diplomata e cardeal.

## Duques de Gandía

### Casa de Aragão
- Pedro de Aragón y Anjou. Senhorio de Gandía. (1323–1359)

1. Afonso de Aragão e Foix (Manorialism of Gandía 1359–1399) (como duque de Gandía entre 1399 e 1412)
2. Afonso de Aragão e Eiximenis (1412–1422)
3. Hugo de Cardona y de Gandía (1425–1433)

### Casa de Trastámara
- João II de Aragão (1433–1439)
- Carlos, príncipe de Viana (1439–1461)
- Fernando II de Aragão (1461–1483)

### Casa de Borja (Bórgia)
Em 20 de dezembro de 1483, o título foi recriado por Fernando II de Aragão e entregue à Casa de Bórgia, da Espanha e Itália.
- Pedro Luís de Borgia , 1º duque
- Giovanni Borgia (Juan de Borja), 2º duque
- Juan de Borja y Enríquez de Luna, filho de Giovanni Borgia, (1495–1543), 3º duque
- São Francisco Bórgia, 4º duque
- Carlos de Borja y Aragón, 5º duque
- Francisco Tomás de Borja Aragón y Centelles, 6º duque
- Francisco Carlos de Borja Aragón y Centelles, 7º duque
- Francisco Diego Pascual de Borja Aragón y Centelles, 8º duque
- Francisco Carlos de Borja Aragón y Centelles, 9º duque
- Pascual Francisco de Borja Aragón y Centelles, 10º duque
- Luis Ignacio Francisco Juan de Borja Aragón y Centelles, 11º duque
- María Ana Antonia Luisa de Borja Aragón y Centelles, 12ª duquesa (m. 1748)

Atualmente, a única família patrilinear Borja ou Bórgia reside na Equador e Chile. Um de seus mais proeminentes descendentes é Rodrigo Borja Cevallos, ex-presidente do Equador.

### Casa de Pimentel
- Francisco de Borja Alfonso Pimentel y Borja
- María Josefa Pimentel y Téllez-Girón

### Casa de Osuna
- Pedro de Alcántara Téllez-Girón y Beaufort
- Mariano Téllez-Girón y Beaufort
- Pedro de Alcantara Téllez-Girón y Fernández de Santillán
- María de los Dolores Téllez-Girón y Dominé
- Ángela María Téllez-Girón y Duque de Estrada (desde 1952)
- Ángela María de Solís-Beaumont, XVII duchess of Arcos
- Ángela María de Ulloa, XXI condesa de Ureña